# Somatostatin
Somatostatin (SS) (også kendt som growth hormone inhibiting hormone (GHIH) eller somatotropin release-inhibiting hormone (SRIF))  er et peptidhormon der dannes i hypothalamus, maven, tarmene og bugspytkirtlen. Somatostatin er et hæmmende hormon, der bl.a. forhindrer frigivelsen af væksthormon, insulin og glukagon og hæmmer frigivelsen af f.eks. hormonet gastrin.

Somatostatin i hypothalamus produceres i de neuroendokrine nerveceller, beliggende i den periventrikulære kerne. Herfra frisættes hormonet til hypofyseblodet. Somatostatin hæmmer syntese og sekretion af TSH og GH i hypofysen.
| Naturvidenskab | Spire Denne naturvidenskabsartikel er en spire som bør udbygges. Du er velkommen til at hjælpe Wikipedia ved at udvide den. |